# Nowa Serbia
Nowa Serbia – prowincja Imperium Rosyjskiego, utworzona na Ukrainie Prawobrzeżnej w 1751 na terenach Dzikich Pól utraconych przez Rzeczpospolitą na mocy traktatu Grzymułtowskiego w 1686 roku. Graniczyła z województwami Korony: bracławskim (na zachodzie) i kijowskim (na północy) oraz ziemiami Hetmanatu (na północnym wschodzie poprzez Dniepr) i Nowosłobodzkiego Pułku Kozackiego (na południu i wschodzie).
Osadzano w niej imigrantów z pogranicza turecko-austriackiego – głównie Serbów, stąd nazwa. Ponadto osiedlali się tu m.in. Mołdawianie i Bułgarzy. Znajdowała się w górnym biegu Ingułu i Ingulca, dla jej osłony wybudowano w 1754 Jelizawetgrad (twierdzę św. Elżbiety). Drugim obszarem tego osadnictwa była Słowiano-Serbia, powstała na Lewobrzeżu, w 1753, na wschód od ziem zaporoskich.
Obie ziemie, wraz z Nowosłobodzkim Pułkiem Kozackim, zostały połączone w 1764 w gubernię noworosyjską.
Serbscy imigranci założyli tu wiele wsi, m.in. Subotci, Gostinne i Moszoryne.
Współcześnie największymi miastami na obszarze dawnej Nowej Serbii są Aleksandria, Switłowodsk, Znamianka oraz historyczna stolica regionu Nowomyrhorod.

## Mapy

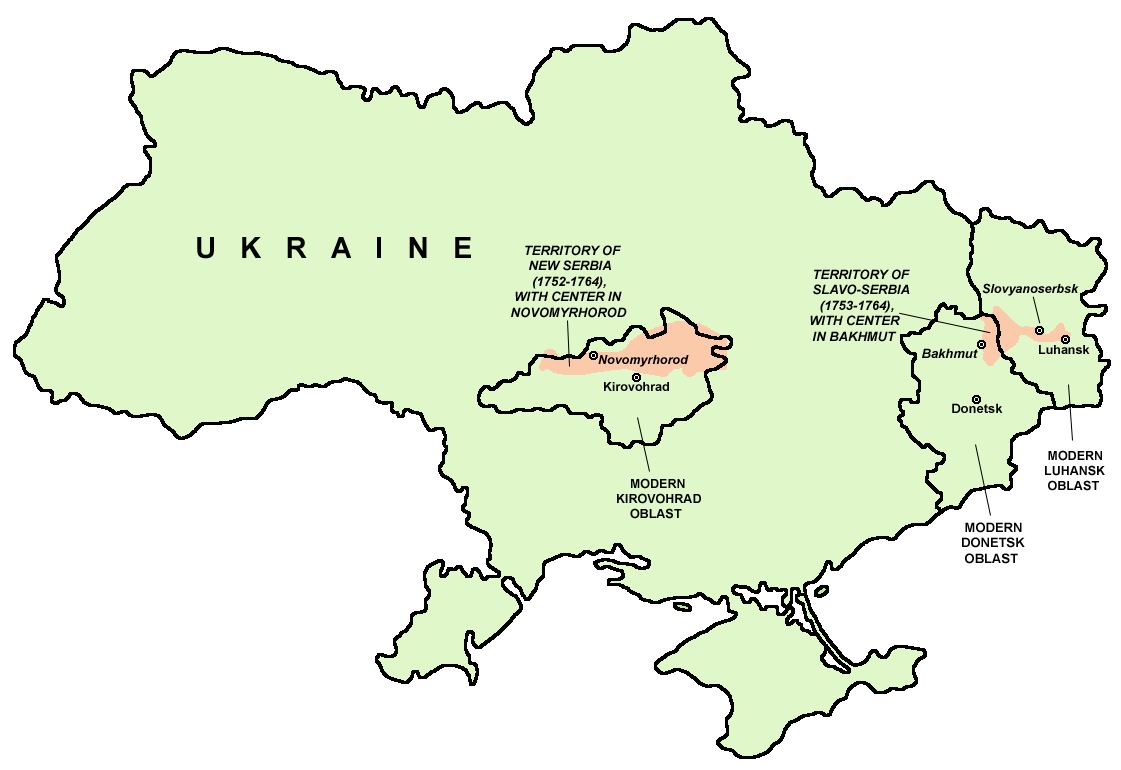
na mapie Ukrainy
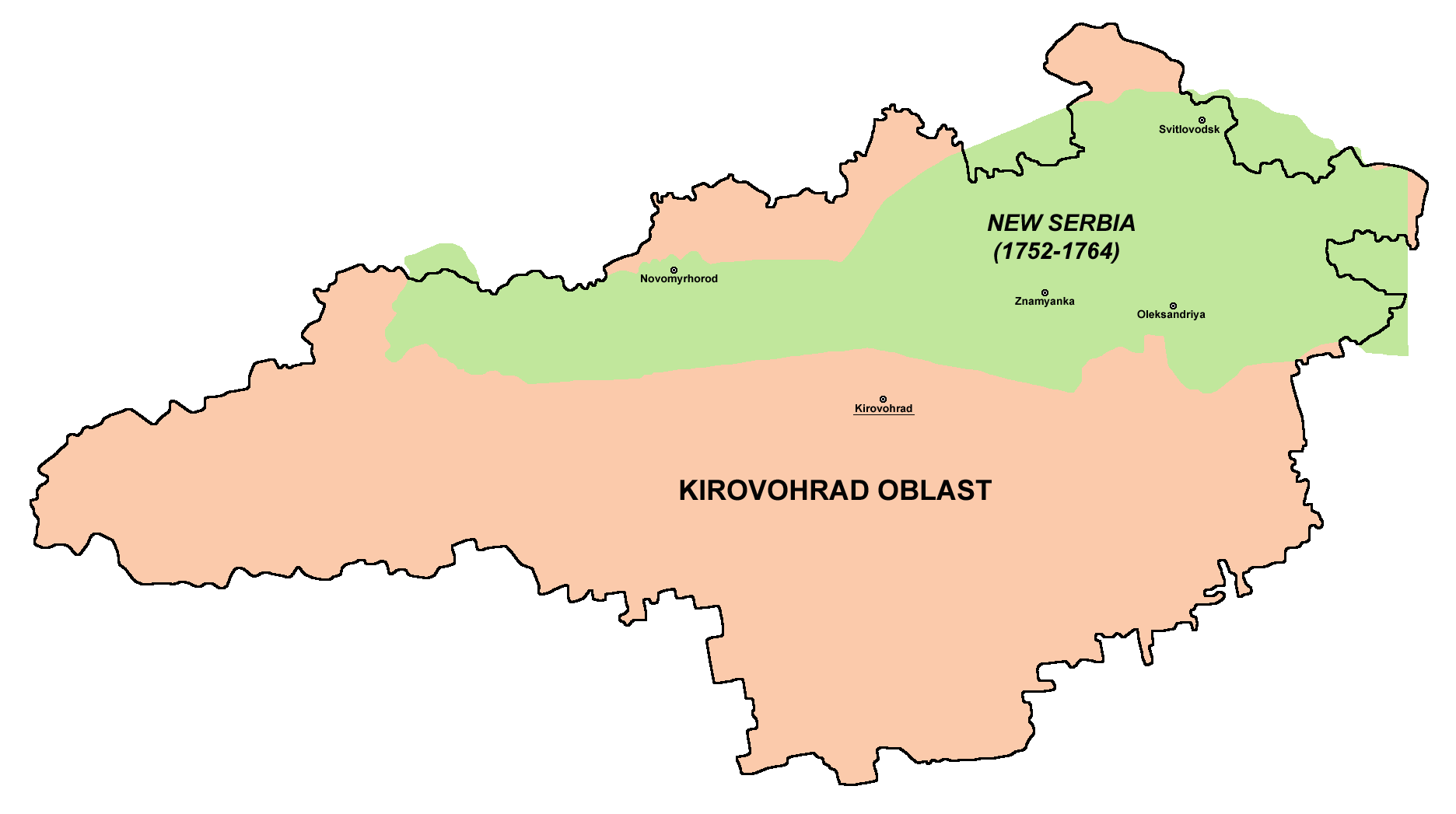
na mapie współczesnego obwodu kirowogradzkiego
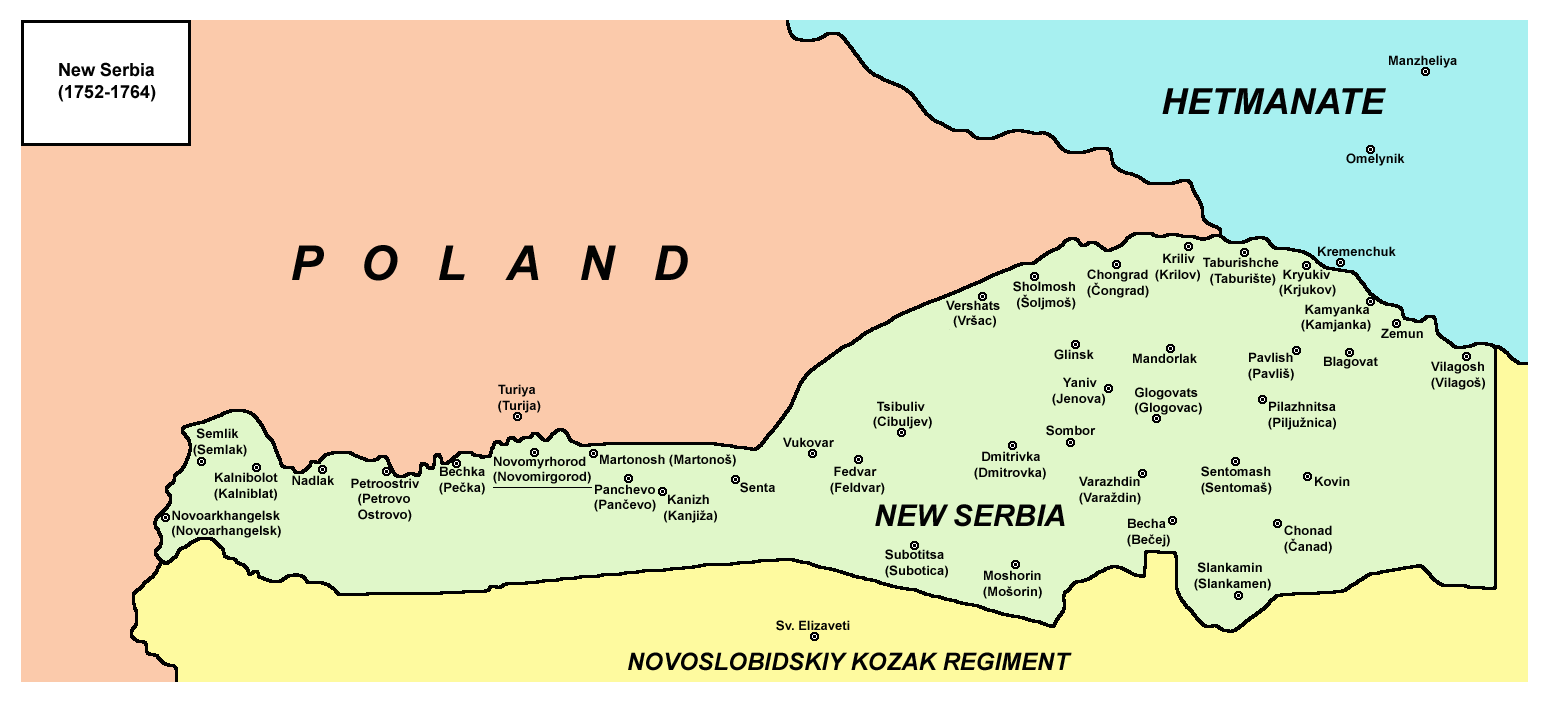
osadnictwo serbskich imigrantów
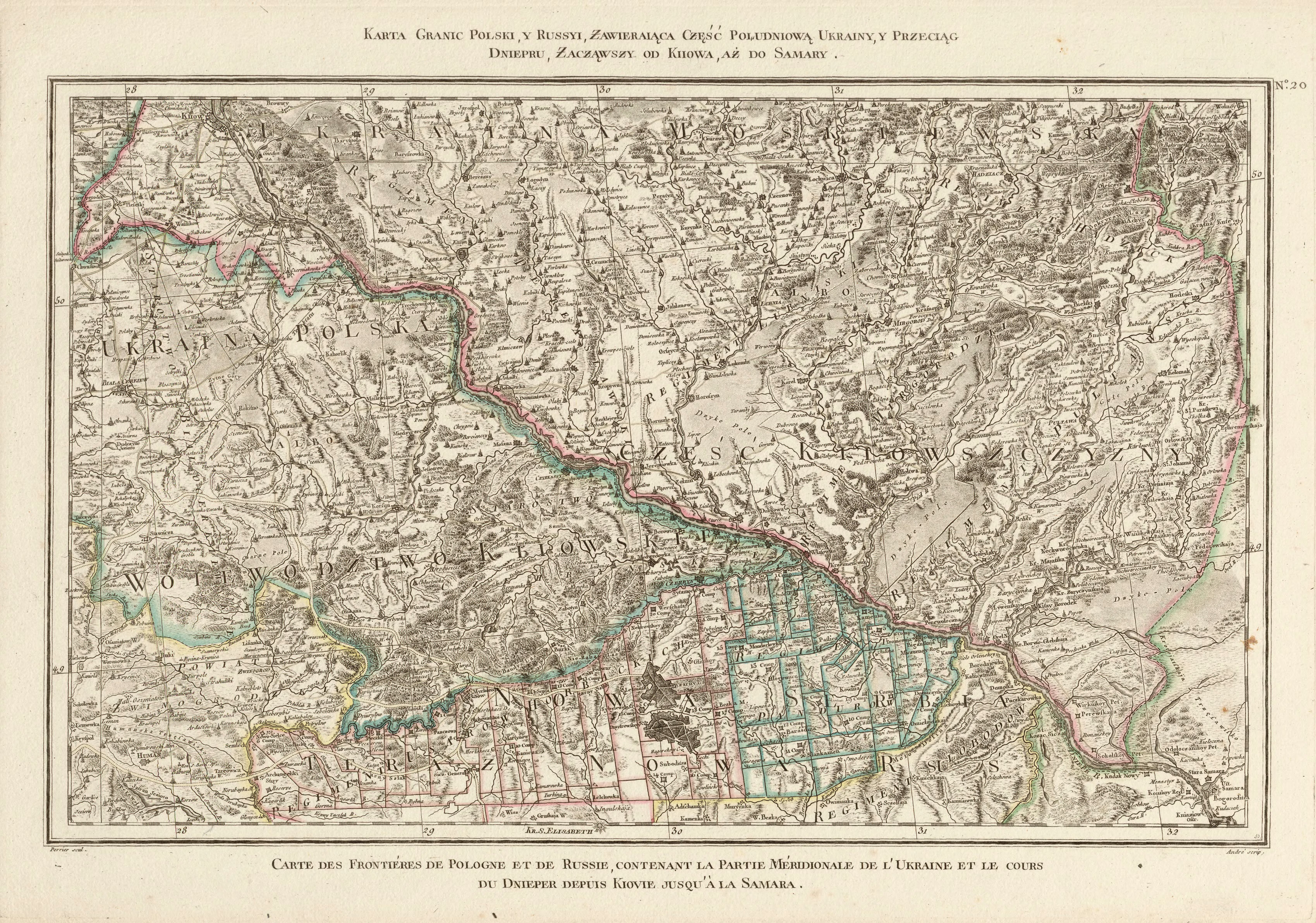
Nowa Serbia na mapie Ricci Zannoni, 1767-1772